# Pinggir (Balongpanggang)
Pinggir is een bestuurslaag in het regentschap Gresik van de provincie Oost-Java, Indonesië. Pinggir telt 1776 inwoners (volkstelling 2010).